# Jean-Baptiste Le Moyne de Bienville
Jean-Baptiste Le Moyne de Bienville (ur. 23 lutego 1680 w Ville-Marie (obecnie Montreal) w Kanadzie - zm. 7 marca 1767 w Paryżu) – francuski kolonizator i odkrywca, syn kolonizatora Kanady Charlesa Le Moyne'a i młodszy brat oficera marynarki Pierre Le Moyne d’Iberville'a, pod którego rozkazami służył jako aspirant w trakcie wojny króla Wilhelma toczonej w latach 1689-1697 na terytorium północnej Kanady.
W rok po zakończeniu wojny obaj bracia Le Moyne otrzymali patent na zbadanie dolnego biegu rzeki Missisipi i zlokalizowanie jej ujścia do Zatoki Meksykańskiej. Pod koniec 1698 roku ekspedycja złożona z 4 statków, 200 żołnierzy i kolonistów, wpłynęła na wody zatoki. W marcu 1699 bracia Le Moyne znaleźli wyspę u wejścia do zatoki Mobile (w pierwszej chwili nazwali ją „Wyspą Masakry Indian”, ze względu na wielką ilość zbielałych ze starości kości ludzkich na plaży, ale wkrótce przemianowali na „Wyspę Delfina” - fr. Dauphin), gdzie zostawili większość kolonistów i statki, a sami z 50 ludźmi - używając szalup okrętowych i indiańskich canoe - ruszyli na zachód penetrując wybrzeże, aż natrafili na ujście Missisipi. Grupa napotkanych tam Indian pokazała im list napisany przez podróżnika Henri de Tonti'ego do René-Roberta Caveliera de La Salle przed trzynastu laty (Tonti miał później pomagać w zasiedlaniu tych terenów). Bienville i Iberville przebadali dolny odcinek wielkiej rzeki, po czym wrócili do zatoki.
W roku 1700 bracia założyli na wyspie Dauphin pierwszą stałą osadę francuską. Iberville odpłynął do Francji po zaopatrzenie i większą liczbę kolonistów, zostawiając Bienville'a na miejscu. Do roku 1702 Benville przebadał najbliższe tereny, nawet zapuszczając się do Teksasu, a wkrótce przeniósł kolonistów z wyspy na ląd stały, gdzie założył Fort Maurepas (dzisiaj Ocean Springs w stanie Missisipi), Fort de la Boulaye na południe od dzisiejszego Nowego Orleanu w stanie Luizjana, a w 1710 Fort Louis (w 1720 przemianowany na Fort Conde) - dzisiejsze miasto Mobile w stanie Alabama.
Iberville pojawił się jeszcze na krótko w roku 1702 (zmarł na febrę w Hawanie w roku 1706), przekazując gubernatorstwo nowych ziem, zwanych odtąd Luizjaną, młodszemu bratu. W roku 1714 nowym gubernatorem wyznaczony został Antoine Laumet de La Mothe, ale Bienville pozostał aktywny prowadząc eksplorację okolicznych ziem i zakładając w roku 1714 Fort Toulouse u zbiegu rzek Coosa i Tallapoosa - ważne centrum handlu futrami - a w 1716 Fort Rosalie, dzisiejsze Natchez, Missisipi. Mianowany oficjalnie gubernatorem w roku 1717 zdołał zrealizować swój plan założenia osady w miejscu indiańskiej przenioski łodzi między jeziorem Pontchartrain a Missisipi. W założonym rok później Nowym Orleanie po trzech latach usadowiły się władze nowej kolonii.
W roku 1742 Jean-Baptiste Le Moyne, sieur de Bienville, powrócił na stałe do Francji. Jego zasługą było tworzenie wielu osiedli francuskich w dolinie rzeki Missisipi, a także w dzisiejszych stanach Tennessee i Arkansas. Zaprowadzony przezeń system samorządowy i prawny obowiązywał jeszcze długo po włączeniu tych ziem do Stanów Zjednoczonych w roku 1803.